# Santa Fe (rivière)
Pour les articles homonymes, voir Santa Fe.

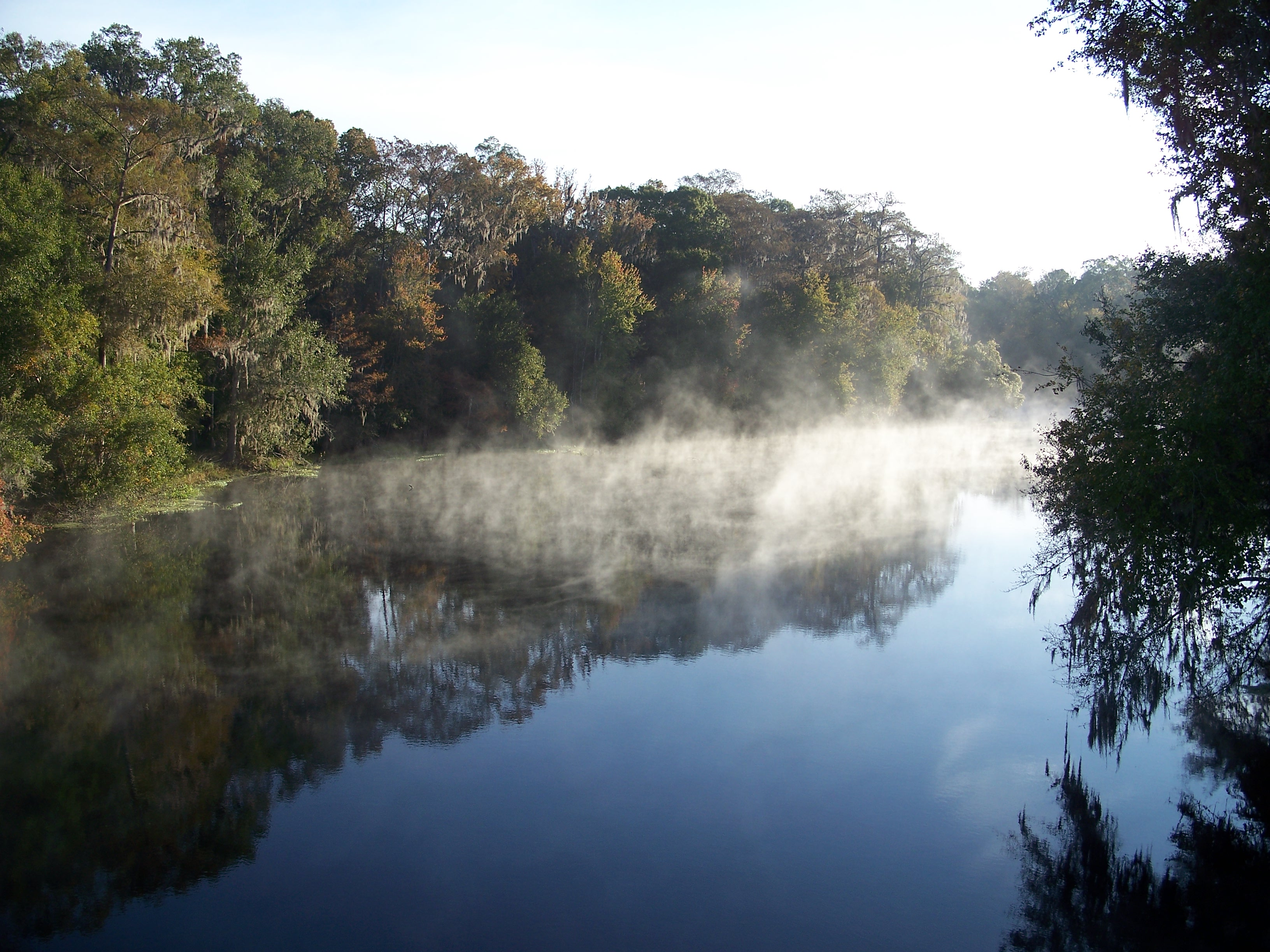
La rivière à High Springs

Santa Fe River est une rivière de 121 km dans le nord de la Floride, affluent du fleuve Suwannee. 
Le bassin versant de la rivière est d’environ 3 574 km2 et s’étend sur les comtés de Columbia, de Suwannee, de Bradford, de Baker, d'Union, de Gilchrist et d’Alachua. Les sources de la rivière sont le lac Santa Fe, près de Keystone Heights. La rivière Santa Fe est généralement une rivière à débit lent.  Cette vitesse lente, combinée à la chute abondante des feuilles des arbres voisins, en particulier du cyprès chauve, conduit à une rivière brun très foncé due aux tanins dissous.
La rivière Santa Fe est typique de nombreuses rivières dans les régions karstiques en ce qu’elle disparaît complètement sous terre et réapparaît ensuite à quelques kilomètres  en aval. 
La région est peu peuplée par rapport au reste de la Floride
La rivière tire son nom d’une mission franciscaine nommée Santa Fé de Toloca autrefois située près de la rivière.

## Source
- (en) Cet article est partiellement ou en totalité issu de l’article de Wikipédia en anglais intitulé « Santa Fe River (Florida) » (voir la liste des auteurs).